# Муґі (Токусіма)

Му́ґі (яп. 牟岐町, むぎちょう, МФА: [mugʲi t͡ɕoː]?) — містечко в Японії, в повіті Кайфу префектури Токусіма.  Отримало статус містечка 1915 року. Площа становить 56,57 км². Станом на 1 серпня 2012 року населення складало 4580  осіб, густота населення — 81 осіб/км².   